# Dennis Seidenberg
Dennis Seidenberg (né le 18 juillet 1981 à Schwenningen en Allemagne de l'Ouest) est un joueur professionnel allemand de hockey sur glace. Il évolue au poste de défenseur.

## Biographie

### Carrière en club
En 2000, Seidenberg commence sa carrière avec l'Adler Mannheim dans la DEL. Il est repêché par les Flyers de Philadelphie en 6e ronde du repêchage d'entrée dans la LNH 2001 en 172e position au total. L'Adler remporte le championnat national 2001.
En 2002, il part en Amérique du Nord et débute avec les Flyers dans la Ligue nationale de hockey. Durant le lock-out 2004-2005, il joue dans la Ligue américaine de hockey avec les Phantoms de Philadelphie qui remportent la Coupe Calder. En 2006, il est échangé aux Coyotes de Phoenix contre Petr Nedvěd. Le 14 septembre 2009, il signe un contrat d'un an avec les Panthers de la Floride, d'une valeur de 2,25 millions de dollars. 
Le 3 mars 2010, dans un échange impliquant plusieurs joueurs, il rejoint les Bruins de Boston avec lesquels il remporte la Coupe Stanley 2011. Le 28 décembre 2013, à la suite d'une blessure survenue le 27 décembre contre les Sénateurs d'Ottawa, les Bruins annoncent qu'il doit manquer le reste de la saison.
Le 2 mars 2016, il est choisi pour la Coupe du monde de hockey 2016 et représentera l'équipe européenne. 
Après la saison 2015-2016, les Bruins rachètent son contrat, le 30 juin 2016. Il devient alors un agent libre.

### Carrière internationale
Seidenberg fait partie de l'Équipe d'Allemagne de hockey sur glace. Il défendit les couleurs de l'Allemagne au championnat du monde de hockey sur glace 2001 en Allemagne, en 2002 en Suède, aux Jeux olympiques d'hiver de 2002 à Salt Lake City, à la coupe du monde de hockey 2004 et aux Jeux olympiques d'hiver de 2006 à Turin.

## Trophées et honneurs personnels

### DEL
- 2001 : participe au Match des étoiles.

### Ligue nationale de hockey
- 2003 : participe au match des jeunes Étoiles.

### Ligue américaine de hockey
- 2004 : participe au Match des étoiles.

### Championnat du monde
- 2017 : nommé meilleur défenseur
- 2017 : termine meilleur pointeur pour les défenseurs

## Statistiques

### En club
| Saison     | Équipe                    | Ligue        |     | Saison régulière | Saison régulière | Saison régulière | Saison régulière | Saison régulière |   | Séries éliminatoires | Séries éliminatoires | Séries éliminatoires | Séries éliminatoires | Séries éliminatoires |
| Saison     | Équipe                    | Ligue        | PJ  | B                | A                | Pts              | Pun              | PJ               | B | A                    | Pts                  | Pun                  |                      |                      |
| 1997-1998  | Schwenningen ERC          | 1.bundesliga | 11  | 1                | 0                | 1                | 2                | -                | - | -                    | -                    | -                    |                      |                      |
| 1999-2000  | Adler Mannheim Junior     | Oberliga     | 52  | 12               | 28               | 40               | 28               | -                | - | -                    | -                    | -                    |                      |                      |
| 1999-2000  | Adler Mannheim            | DEL          | 3   | 0                | 0                | 0                | 0                | -                | - | -                    | -                    | -                    |                      |                      |
| 2000-2001  | Adler Mannheim            | DEL          | 55  | 2                | 5                | 7                | 6                | 12               | 0 | 1                    | 1                    | 10                   |                      |                      |
| 2001-2002  | Adler Mannheim            | DEL          | 55  | 7                | 13               | 20               | 56               | 8                | 0 | 0                    | 0                    | 2                    |                      |                      |
| 2002-2003  | Phantoms de Philadelphie  | LAH          | 19  | 5                | 6                | 11               | 17               | -                | - | -                    | -                    | -                    |                      |                      |
| 2002-2003  | Flyers de Philadelphie    | LNH          | 58  | 4                | 9                | 13               | 20               | -                | - | -                    | -                    | -                    |                      |                      |
| 2003-2004  | Phantoms de Philadelphie  | LAH          | 33  | 7                | 12               | 19               | 31               | 9                | 2 | 2                    | 4                    | 4                    |                      |                      |
| 2003-2004  | Flyers de Philadelphie    | LNH          | 5   | 0                | 0                | 0                | 2                | 3                | 0 | 0                    | 0                    | 0                    |                      |                      |
| 2004-2005  | Phantoms de Philadelphie  | LAH          | 79  | 13               | 28               | 41               | 47               | 18               | 2 | 8                    | 10                   | 19                   |                      |                      |
| 2005-2006  | Flyers de Philadelphie    | LNH          | 29  | 2                | 5                | 7                | 4                | -                | - | -                    | -                    | -                    |                      |                      |
| 2005-2006  | Coyotes de Phoenix        | LNH          | 34  | 1                | 10               | 11               | 14               | -                | - | -                    | -                    | -                    |                      |                      |
| 2006-2007  | Coyotes de Phoenix        | LNH          | 32  | 1                | 1                | 2                | 16               | -                | - | -                    | -                    | -                    |                      |                      |
| 2006-2007  | Hurricanes de la Caroline | LNH          | 20  | 1                | 5                | 6                | 2                | -                | - | -                    | -                    | -                    |                      |                      |
| 2007-2008  | Hurricanes de la Caroline | LNH          | 47  | 0                | 15               | 15               | 18               | -                | - | -                    | -                    | -                    |                      |                      |
| 2008-2009  | Hurricanes de la Caroline | LNH          | 70  | 5                | 25               | 30               | 37               | 16               | 1 | 5                    | 6                    | 16                   |                      |                      |
| 2009-2010  | Panthers de la Floride    | LNH          | 62  | 2                | 21               | 23               | 33               | -                | - | -                    | -                    | -                    |                      |                      |
| 2009-2010  | Bruins de Boston          | LNH          | 17  | 2                | 7                | 9                | 6                | -                | - | -                    | -                    | -                    |                      |                      |
| 2010-2011  | Bruins de Boston          | LNH          | 81  | 7                | 25               | 32               | 41               | 25               | 1 | 10                   | 11                   | 31                   |                      |                      |
| 2011-2012  | Bruins de Boston          | LNH          | 80  | 5                | 18               | 23               | 39               | 7                | 1 | 2                    | 3                    | 2                    |                      |                      |
| 2012-2013  | Adler Mannheim            | DEL          | 26  | 2                | 18               | 20               | 20               | -                | - | -                    | -                    | -                    |                      |                      |
| 2012-2013  | Bruins de Boston          | LNH          | 46  | 4                | 13               | 17               | 10               | 18               | 0 | 1                    | 1                    | 4                    |                      |                      |
| 2013-2014  | Bruins de Boston          | LNH          | 34  | 1                | 9                | 10               | 10               | -                | - | -                    | -                    | -                    |                      |                      |
| 2014-2015  | Bruins de Boston          | LNH          | 82  | 3                | 11               | 14               | 34               | -                | - | -                    | -                    | -                    |                      |                      |
| 2015-2016  | Bruins de Boston          | LNH          | 61  | 1                | 11               | 12               | 24               | -                | - | -                    | -                    | -                    |                      |                      |
| 2016-2017  | Islanders de New York     | LNH          | 73  | 5                | 17               | 22               | 32               | -                | - | -                    | -                    | -                    |                      |                      |
| 2017-2018  | Islanders de New York     | LNH          | 28  | 0                | 5                | 5                | 17               | -                | - | -                    | -                    | -                    |                      |                      |
| Totaux LNH | Totaux LNH                | Totaux LNH   | 859 | 44               | 207              | 251              | 359              | 69               | 3 | 18                   | 21                   | 53                   |                      |                      |